# Dylaton
Dylaton – hipotetyczna cząstka skalarna przewidywana przez teorię Kaluzy-Kleina. Jej pole to składowa (5, 5) tensora metrycznego w pięciu wymiarach. Jest przedstawicielem klasy hipotetycznych cząstek zwanych radionami lub grawiskalarami, postulowanych przez teorie rozważające przestrzeń o liczbie wymiarów większej niż 4.
Dylaton może występować w wielu stanach, które można potraktować jako osobne cząstki (tak samo, jak pozyton można uważać za stan elektronu, ale można go też traktować jako inny rodzaj cząstki). Istnieje nieskończenie wiele dylatonów, numerowanych liczbami całkowitymi. Zerowy dylaton jest bezmasowy i nie posiada ładunku, natomiast każdy dylaton o numerze {\displaystyle n} będzie miał ładunek {\displaystyle nq_{0}} i masę {\displaystyle |n|m_{0},} gdzie {\displaystyle q_{0}} to pewien podstawowy ładunek (utożsamiany z ładunkiem elektronu), natomiast {\displaystyle m_{0}} to podstawowa masa dobrana tak, że długość jej fali Comptona jest równa rozmiarowi piątego wymiaru.
Teoria przewiduje, że masy niezerowych modów dylatonu będą bardzo duże (w skali kwantowej), przez co jeszcze ich nie wykryto. Jednak zerowy dylaton jest bezmasowy, więc powinien być już zaobserwowany. Fakt, że jeszcze go nie zaobserwowano, jest przesłanką przeciwko teorii Kaluzy-Kleina. Istnieją rozszerzenia teorii, w której różne efekty mechaniki kwantowej nadają zerowemu dylatonowi masę, co pozwala uratować teorię.
Od pola dylatonu zależna jest stała struktury subtelnej, więc jeżeli dylatony naprawdę istnieją, to może się ona zmieniać. Oznaczałoby to, że możliwa jest zmiana siły oddziaływań elektromagnetycznych, szybkości rozpadów promieniotwórczych oraz prędkości światła w próżni.